# Twrch Trwyth
Twrch Trwyth [turx truiθ] ist der Name eines mythischen Ebers in der Walisischen Mythologie im Sagenkreis um König Arthur.

## Schwein und Eber bei den Kelten

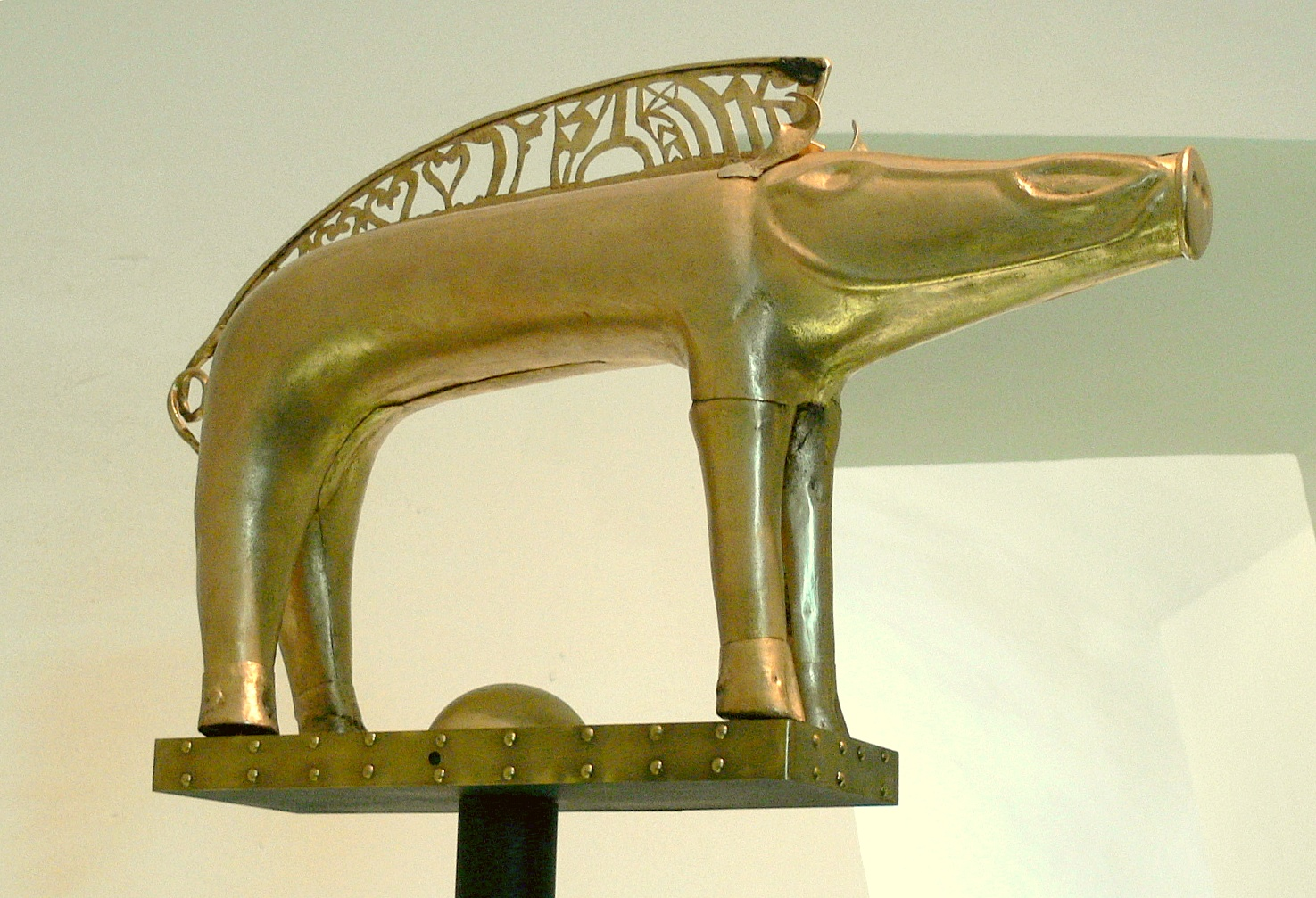
Keltisches Eber-Feldzeichen

Schweine waren die wichtigsten Haustiere der Kelten, sie sollen nach einigen inselkeltischen Sagen aus der Anderswelt stammen (siehe Pwyll). Als Grabbeigaben für das Weiterleben in der Anderen Welt waren sie besonders beliebt, als Feldzeichen, Helmzimier bei Kriegern (beispielsweise auf dem Kessel von Gundestrup) und als Verzierung auf Torques („Halsringen“) vorzufinden. Im walisischen Sagenkreis des Mabinogion sind Schweine, besonders Eber, oft der Auslöser für Kriege und Beutezüge. Die bekanntesten Eber von Wales sind der Ysgithyrwyn und der Twrch Trwyth mit seinen Söhnen.

## Etymologie des Namens
In den Erzählungen über Brigid ist ein Eber aus der Anderswelt namens Torc tríath bekannt, der auch rí torcraide („König der Eber“) genannt wird. Das altirische Wort torc hat sowohl die Bedeutung „Eber“, als auch „Fürst“ oder „Held“; tríath bedeutet „Eber“, „Meer“, „Woge“, aber auch „Herr“, „König“. Im Glossar Sanas Cormaic (um 900 n. Chr.) wird orc treith als archaische Bezeichnung für den Königssohn genannt (orc, vom vor-keltischen *porcos ist allerdings mit torc etymologisch nicht verwandt). Die kymrische Version Twrch trwyth ist z. B. noch im Namen eines Berges in Glamorganshire (Wales) – Cefn Twrch („Rücken des Twrch“) – erhalten.

## Mythologie

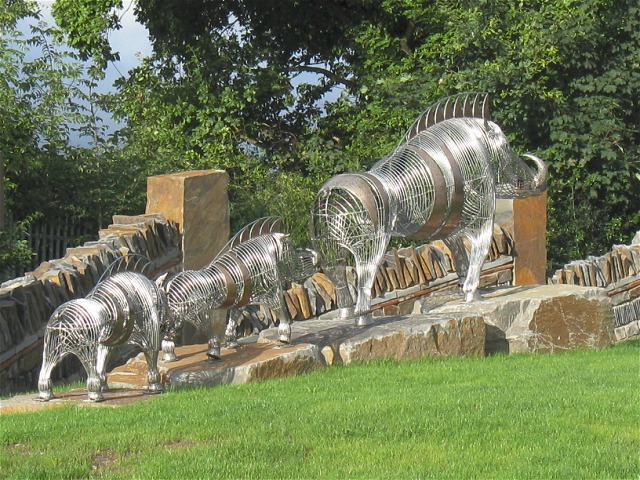
Twrch Trwyth und seine Jungen, Metallplastik von Tony Woodman, Ammanford (Carmarthenshire)

In der walisischen Sage Kulhwch ac Olwen ist einer der Handlungsstränge die Jagd auf den ungeheuren Eber Twrch Trwyth. Als Preis für die Hand seiner Tochter Olwen verlangt der Riese Ysbaddaden von Kulhwch die „Kostbarkeiten, die der Eber zwischen den Ohren trägt“. Es sind dies ein Kamm (die Borsten auf der Stirn?) und eine Schere (vermutlich nicht die Hauer, denn die werden dem Ysgithyrwyn entrissen), damit sich Ysbaddaden kämmen kann.

„Noch eines es gibt auf der Welt keinen Kamm und keine Schere, mit denen man mein Haar in Ordnung bringen könnte, so steif ist es, außer dem Kamm und der Schere, die da zwischen den beiden Ohren des Twrch Trwyth, des Sohnes des Fürsten Taredd, sind. Er wird sie nicht freiwillig hergeben.“

Der Eber und die ihn begleitenden Ferkel sind verzauberte Königssöhne, ihr Wohnort ist der Esgeir Oervel (altirisch Sescann Úairbéoil), ein von unheimlichen Gestalten bewohnter Sumpf in Irland. Von dort aus verwüsten sie die Umgebung, bis Kulhwch mit Hilfe von König Arthur, Gwynn fab Nudd und den Rittern der Tafelrunde die Jagd auf die Untiere beginnt. Trotz Arthurs Tapferkeit gelingt es dem Eber unter Zurücklassung einer Spur der Verwüstung durch ganz Irland zu fliehen. Ein Versuch Gwrhyr Gwalstawd Ieithoedds, ihn zur Aufgabe zu überreden, schlägt fehl. Schließlich schwimmt er mit seinen Jungen über das Meer nach Wales, in König Arthurs Reich, und setzt dort sein Zerstörungswerk fort. Die Ferkel werden getötet, aber der Twrch Trwyth durchschwimmt die Mündung des Severn und erst im Wasser gelingt es Arthur mit Mabons und Drudwyns Hilfe, ihm Kamm und Schere zu entreißen.

„Mabon vab Modron gab auf der einen Seite dem Ross die Sporen und entriss [dem Eber] das Rasiermesser, auf der anderen Seite stürzte sich Kyledyr der Wahnsinnige auf einem anderen Ross in den Severn und nahm die Schere an sich. Bevor sie jedoch den Kamm ergreifen konnten, kam [der Eber] wieder auf die Beine, und sowie er auf festem Boden stand, konnten weder Hund noch Mensch noch Pferd mit ihm mithalten, als er nach Cornwall rannte.“

Der Eber verwüstet Cornwall, wird noch einmal eingeholt und der Kamm kann in einem blutigen Kampf errungen werden. Er schwimmt sodann aufs Meer hinaus und verschwindet für immer.
Der historische Hintergrund dieser irisch-walisischen Tradition liegt in der Zeit der Invasion der Iren in Britannien, speziell in Wales.